# Onšovec
Onšovec (německy Wonschowetz) je malá vesnice, část obce Horka II v okrese Kutná Hora. Nachází se asi 1,5 kilometru jihozápadně od Horek. Leží na pravém břehu vodní nádrže Švihov.
Onšovec leží v katastrálním území Horka nad Sázavou o výměře 9,48 km².

## Historie
První písemná zmínka o vesnici pochází z roku 1391.

## Obyvatelstvo
| Rok            | 1869 | 1880 | 1890 | 1900 | 1910 | 1921 | 1930 | 1950 | 1961 | 1970 | 1980 | 1991 | 2001 | 2011 |
| -------------- | ---- | ---- | ---- | ---- | ---- | ---- | ---- | ---- | ---- | ---- | ---- | ---- | ---- | ---- |
| Počet obyvatel | 182  | 195  | 176  | 178  | 178  | 185  | 160  | 143  | 146  | 110  | 108  | 85   | 69   | 59   |
| Počet domů     | 24   | 26   | 26   | 26   | 28   | 28   | 32   | 38   | .    | 35   | 31   | 31   | 36   | 38   |

## Pamětihodnosti
- Zvonička a kříž
- Hrad Odranec, zatopen nádrží Želivka

## Fotogalerie

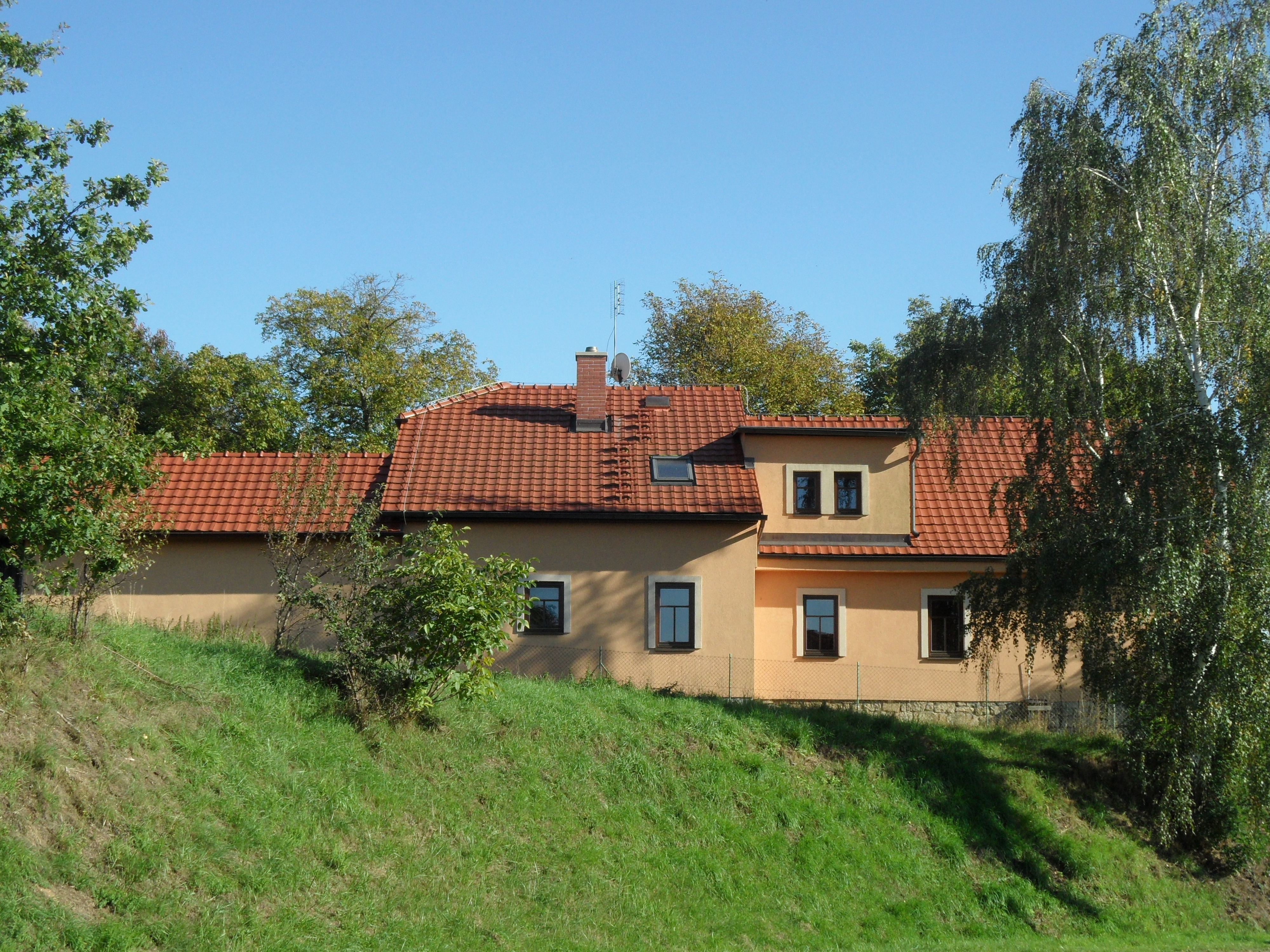
Dům na příjezdu do obce
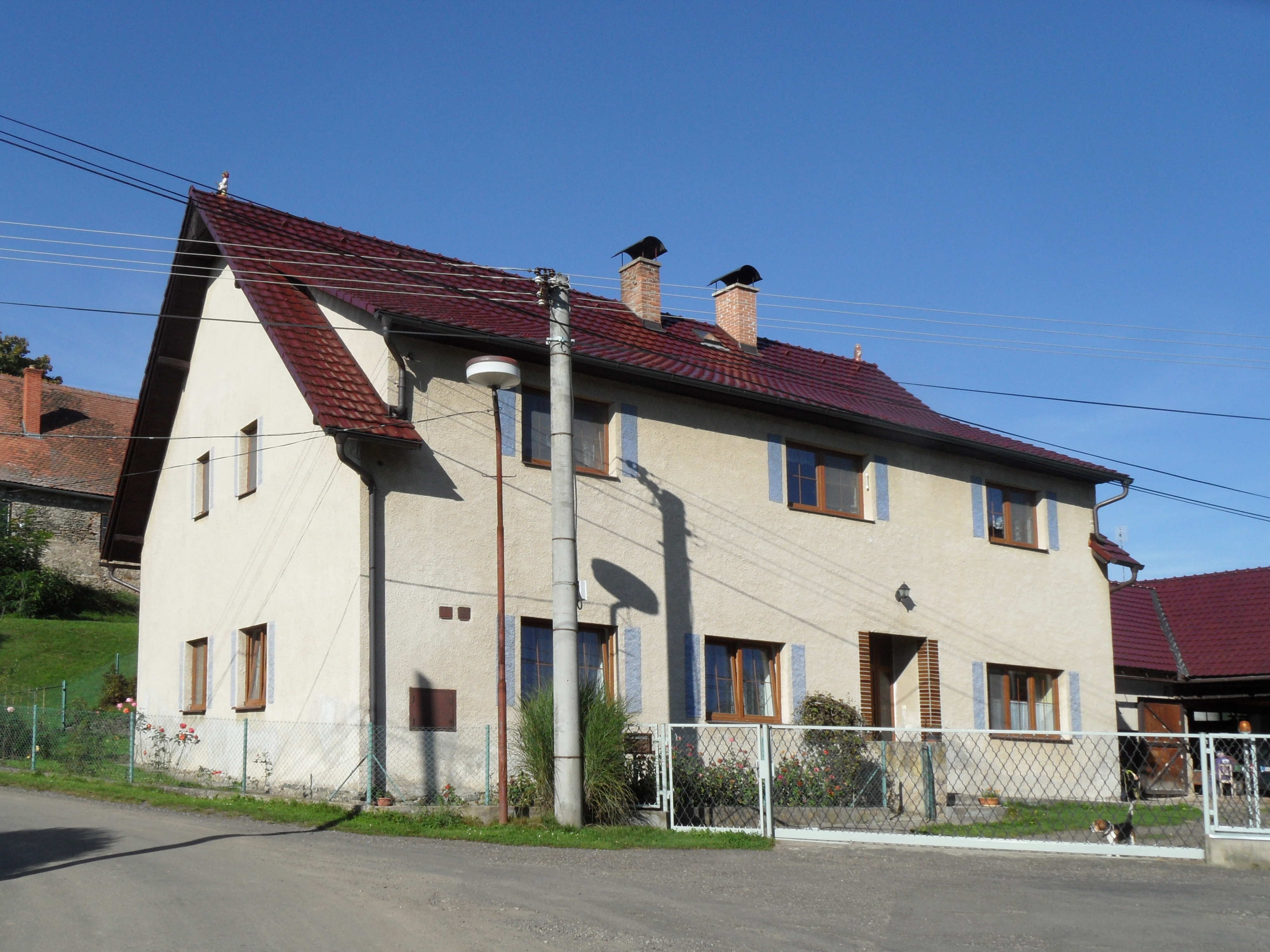
Velký dům v centru
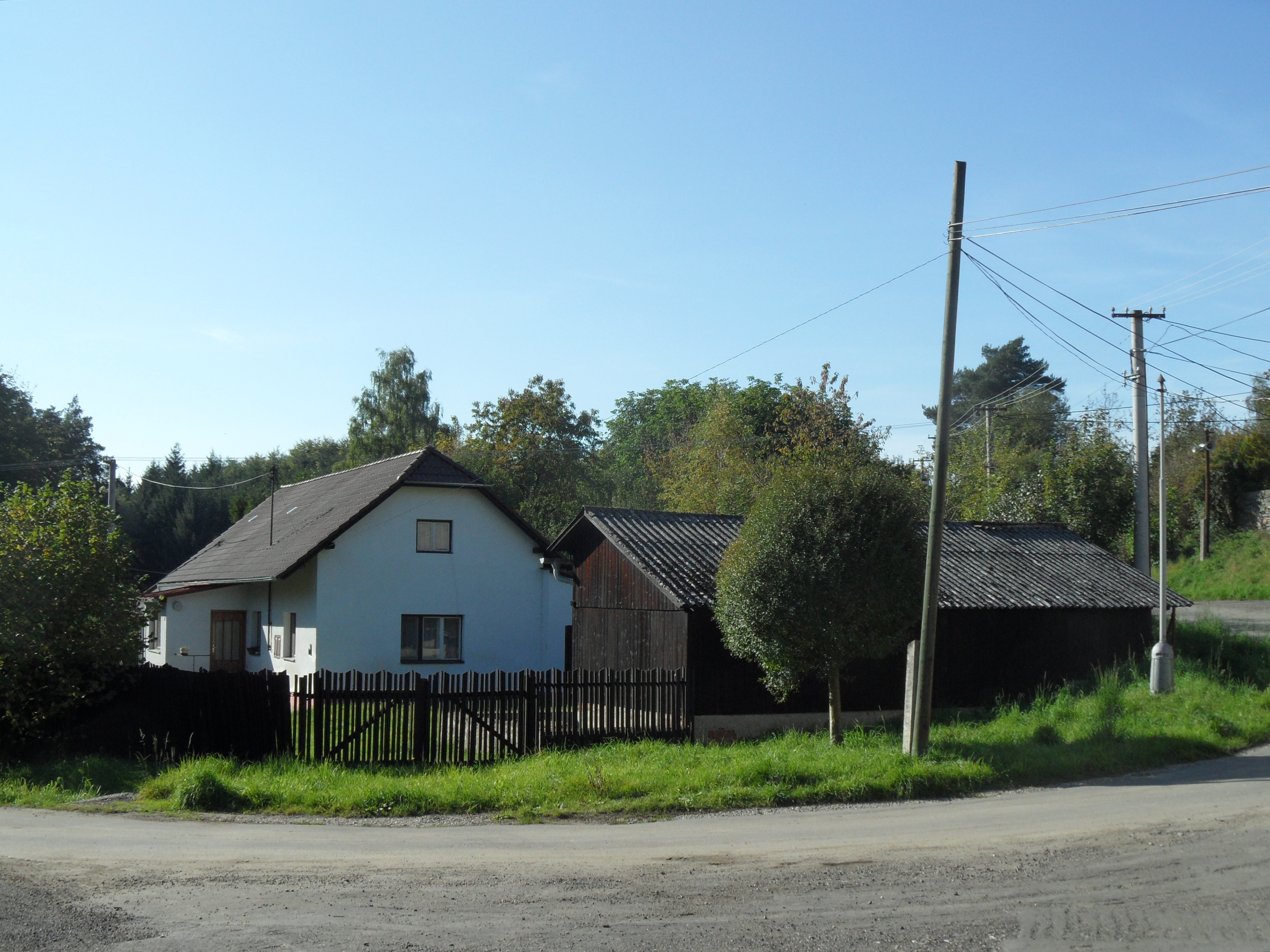
Domy v zatáčce
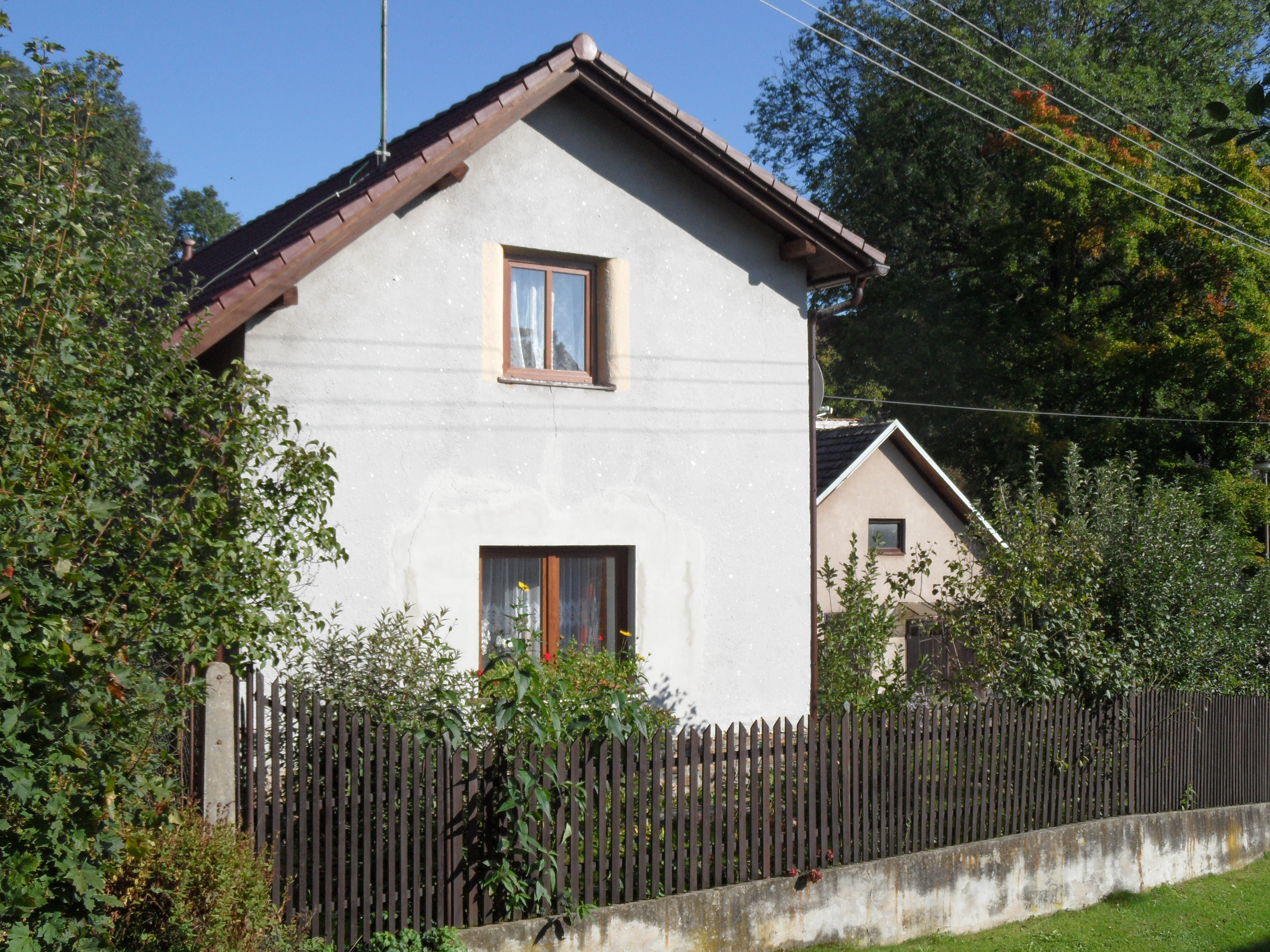
Domy za plotem